# 펀컴
펀컴(Funcom)은 온라인 게임을 전문으로 하는 노르웨이의 비디오 게임 개발사이다. 대규모 다중 사용자 온라인 롤플레잉 게임(MMORPG) 타이틀 에이지 오브 코난, 아나키 온라인, 더 시크릿 월드, 더 롱기스트 저니 시리즈의 어드벤처 게임을 개발한 것으로 유명하다. 노르웨이 오슬로와 미국 노스캐롤라이나주에 사무소가 있다.

## 게임 목록

### 개발한 게임
- 공룡 대행진
- 아랑전설 스페셜
- 사무라이 쇼다운
- 더 롱기스트 저니